# Чемпіонат Європи з дзюдо 2024
Чемпіонат Європи з дзюдо 2024 року пройшов у столиці Хорватії, місті Загреб з 25 по 28 квітня 2024 року.

## Результати

### Чоловіки
| Вага    | Золото                                         | Срібло                                       | Бронза                                                             |
| ------- | ---------------------------------------------- | -------------------------------------------- | ------------------------------------------------------------------ |
| −60 кг  | Франсіско Гаррігос Іспанія                     | Балабай Агаєв Азербайджан                    | Саліх Їлдіз ТуреччинаСедрік Револь Франція                         |
| −66 кг  | Важа Маргвелашвілі Грузія                      | Мухаммед Демірель Туреччина                  | Бенце Понгач УгорщинаЕліос Манці Італія                            |
| −73 кг  | Хідаят Гейдаров Азербайджан                    | Данило Лаврантьєв Допущені нейтральні атлети | Лаша Шавдатуашвілі ГрузіяЖоан-Бенжамен Габа Франція                |
| −81 кг  | Тато Грігалашвілі Грузія                       | Франк де Віт Нідерланди                      | Ведат Албайрак ТуреччинаШаміль Борхашвілі Австрія                  |
| −90 кг  | Елджан Гаджієв Азербайджан                     | Крістіан Тот Угорщина                        | Лаша Бекаурі ГрузіяАлекс Крет Румунія                              |
| −100 кг | Матвій Каніковський Допущені нейтральні атлети | Ілія Суламанідзе Грузія                      | Міхаель Коррел НідерландиДженнаро Піреллі Італія                   |
| +100 кг | Інал Тасоєв Допущені нейтральні атлети         | Гурам Тушішвілі Грузія                       | Тамерлан Башаєв Допущені нейтральні атлетиМаріуш Фізель Словаччина |

### Жінки
| Вага   | Золото                                     | Срібло                        | Бронза                                              |
| ------ | ------------------------------------------ | ----------------------------- | --------------------------------------------------- |
| −48 кг | Крістіна Дудіна Допущені нейтральні атлети | Бландін Понт Франція          | Катаріна Коста ПортугаліяТамар Малса Ізраїль        |
| −52 кг | Дістрія Краснічі Косово                    | Одетте Джуффріда Італія       | Река Пупп УгорщинаАріан Торо Іспанія                |
| −57 кг | Дар'я Білодід Україна                      | Кая Кайзер Словенія           | Етері Ліпартеліані ГрузіяТімна Нельсон-Леві Ізраїль |
| −63 кг | Рената Захова Чехія                        | Джоенн ван Лісхаут Нідерланди | Андрея Лешкі СловеніяСавіта Руссо Італія            |
| −70 кг | Барбара Матич Хорватія                     | Елісавет Тельциду Греція      | Лара Цвєтко ХорватіяАй Цунода Іспанія               |
| −78 кг | Одрі Тшемео Франція                        | Анна-Марія Вагнер Німеччина   | Аліна Бем НімеччинаІнбар Ланір Ізраїль              |
| +78 кг | Раз Гершко Ізраїль                         | Джулія Толофуа Франція        | Леа Фонтен ФранціяКайра Саїт Туреччина              |